# TR-580
TR-580 — румынский средний и основной танк, создан на базе советского Т-55. Производился серийно в 1979—1985 годах, выпущено 405 серийных и 10 предсерийных машин для Социалистической Республики Румыния (после революции перешли в ВС Румынии) и 150 машин для Ирака, всего 565 машин данного типа. Наряду с танком TR-85 и его модернизацией TR-85M1, является основным танком румынской армии.

## История создания
Являясь членом ОВД, Румыния тем не менее активно осуществляла свою собственную танковую программу. Её особенностью было, с одной стороны использование в качестве базовых образцов советских танков, а с другой — привлечение для их капитальной модернизации фирм из Франции, ФРГ и Китая. Две первых страны являлись членами блока НАТО, а Китай был «врагом СССР № 1» на Востоке. Однако на «румынскую самодеятельность» закрывали глаза. В 1972—1974 годах румынскими конструкторами на базе агрегатов советского танка Т-55 был создан танк TR-580. Прототип танка был выпущен в 1974 году, а к середине 1976 года были изготовлены 10 предсерийных экземпляров. Первые 10 танков поступили на вооружение 4 марта 1977 года в 22-й танковый батальон (рум. Regimentul 22 Tancuri).

## Описание конструкции
Компоновка танка TR-580 в целом аналогична компоновке танка Т-55. Корпус танка удлинен. В ходовой части используются 6 опорных катков несколько меньшего диаметра, чем у Т-55. На танк был установлен 580-сильный двигатель В-55 от Т-55. Впоследствии на него установили новый, более мощный 830-сильный двигатель, переименовав танк в TR-800(TR-85). Башня — литая, с вварной крышей, но несколько иной формы, чем у Т-55. На бортах башни ближе к корме укреплены коробки с пулемётными лентами для пулемета ДШКМ. Расположение членов экипажа, вооружения, приборов прицеливания и наблюдения — такие как у советского танка. Машина снабжена стальными бортовыми противокумулятивными экранами.

## Вооружение
Основным вооружением TR-85 является нарезная 100-мм пушка A-308 с 41 снарядом в боеукладках. Модернизированная пушка Д-10Т2С получила румынское обозначение А-308. Имеется спаренный 7,62-мм пулемет MMB (танковая версия M md.66 (ПКТ)) с 5000 патронов и зенитный 12,7-мм пулемет ДШКМ с 750 патронами.

## Модификации
- TR-77 — прототипы и нулевая серия.
- TR-580 — серийный вариант, произведено 405[2] шт.
- TCZ-580 — бронированная ремонтно-эвакуационная машина на базе TR-580.

## Экспорт
Попытки экспортировать танки TR-580 оказались не очень удачными. Так, например, после разрыва отношений между СССР и Египтом в середине 1970-х годов Румыния предложила последнему партию танков TR-77-580. Несколько машин проходили испытания в Египте, которых не выдержали. Качество и надежность румынской техники оказались хуже, чем у советской. От сделки египтяне отказались. Единственной страной, закупившей румынские танки, стал Ирак, который заказал 150 танков.

## На вооружении
- Румыния — 42 TR-580, по состоянию на 2013 год[4]

Стоял на вооружении
- СР Румыния — 414—415 TR-580, по состоянию на 1989 год[5]
- Ирак — возможно 150 TR-580, по состоянию на 1984 год[3], в 1982-84 годах получено 150 машин.